# Роналдс Кєниньш
Роналдс Кеніньш (латис. Ronalds Ķēniņš; 28 лютого 1991, м. Рига, Латвія) — латвійський хокеїст, лівий нападник. Виступає за «Ванкувер Канакс» у Національній хокейній лізі (НХЛ).
Вихованець хокейної школи «Металургс» (Лієпая). Виступав за «ГСК Лайонс», «ЦСК Лайонс», «Ванкувер Канакс», «Ютіка Кометс» (АХЛ). 
В чемпіонатах НХЛ — 30 матчів (4+8), у турнірах Кубка Стенлі — 5 матчів (1+1).
У складі національної збірної Латвії учасник зимових Олімпійських ігор 2014 (5 матчів, 0+0); учасник чемпіонатів світу 2011, 2012, 2013 і 2014 (25 матчів, 1+7). У складі молодіжної збірної Латвії учасник чемпіонатів світу 2010 і 2011 (дивізіон I). У складі юніорської збірної Латвії учасник чемпіонатів світу 2008 (дивізіон I) і 2009 (дивізіон I).
Досягнення
- Чемпіон Швейцарії (2012, 2014)